# Szponniczek
Szponniczek (Acropternis orthonyx) – gatunek średniej wielkości ptaka z rodziny krytonosowatych (Rhinocryptidae), jedyny przedstawiciel rodzaju Acropternis. Występuje w Andach Kolumbii, Wenezueli i Ekwadoru. Nie zagraża mu wyginięcie.
Środowiskiem życia tego gatunku są górskie, wilgotne lasy, gdzie przebywa w zaroślach bambusów lub plątaninie krzewów w podszycie. Długość ciała wynosi około 21,5 cm, zaś masa ciała waha się między 81 a 100 g. Czoło, boki głowy i szyi oraz gardło mają barwę pomarańczowobrązową, podobnie jak i kuper oraz pokrywy nadogonowe. Pozostała część ciała czarna i pokryta białymi kropkami, z wyjątkiem głowy – gdzie plamki przybierają barwę płową – oraz lotek i sterówek, których barwa jest raczej czarnobrązowa.
Pożywienie szponniczka stanowią owady, pająki oraz materia roślinna. Żeruje kopiąc w ściółce obiema nogami naraz, przy czym wykonuje niezdarne podskoki. Możliwe, że w żerowaniu pomaga temu ptakowi długi, dochodzący do 25 mm długości tylny pazur. Jeszcze w roku 2003 lęgi gatunku były całkowicie nieznane. W lutym 2004 odnaleziono gniazdo o charakterze nieco kulistej konstrukcji z mchu, gałązek, korzeni oraz suchych liści. Wewnątrz odnaleziono białe jajo o wymiarach 30×22 mm, a 19 dni później pisklę.

## Taksonomia
Gatunek opisał po raz pierwszy Frédéric de Lafresnaye w roku 1843 w czasopiśmie „Revue Zoologique par La Société Cuvierienne” pod nazwą Merulaxis orthonyx. Obecnie przez IOC umieszczany jest w monotypowym rodzaju Acropternis, opisanym przez Cabanisa & Heinego. Wyróżnia się 2 podgatunki:
- A. o. orthonyx (Lafresnaye, 1843)
- A. o. infuscatus Salvadori & Festa, 1899

Różnice między osobnikami z różnych obszarów są jednak znikome i równie dobrze gatunek można uznać za monotypowy.
Według propozycji przedstawionej w „Zoological Journal of the Linnean Society” szponniczek należy do plemienia Rhinocryptina i monotypowego podplemienia Acropternina. Cechą mającą wyróżniać ten rodzaj do rangi podplemienia jest rozwinięty wyrostek nosowy kości przedszczękowej. Cechy budowy mięśni krtani dolnej (syrinksu) są wspólne z przedstawicielami kladu Pteroptochos+Scelorchilus oraz nienależącymi do krytonosów obrożnikami (Melanopareia).
Etymologia nazwy naukowej
Nazwa rodzajowa Acropternis pochodzi od greckich słów akros – najwyższy – oraz pternē – obcas. Nazwa gatunkowa orthonyx także pochodzi z greki, od słów orthos – prosty – oraz onux – pazur
Kladogram przedstawiający pozycję w rodzinie
|  | Scelorchilus |
|  |              |
|  | Pteroptochos |
|  |              |

|  | Liosceles     |
|  |               |
|  | Psilorhamphus |
|  |               |

|  | Acropternis                                                |
|  |                                                            |
|  | \| \| Rhinocrypta \| \| \| \| \| \| Teledromas \| \| \| \| |
|  |                                                            |
|  | Rhinocrypta                                                |
|  |                                                            |
|  | Teledromas                                                 |
|  |                                                            |

|  | Rhinocrypta |
|  |             |
|  | Teledromas  |
|  |             |

|  | Liosceles     |
|  |               |
|  | Psilorhamphus |
|  |               |

|  | Acropternis                                                |
|  |                                                            |
|  | \| \| Rhinocrypta \| \| \| \| \| \| Teledromas \| \| \| \| |
|  |                                                            |
|  | Rhinocrypta                                                |
|  |                                                            |
|  | Teledromas                                                 |
|  |                                                            |

|  | Rhinocrypta |
|  |             |
|  | Teledromas  |
|  |             |

|  | Scelorchilus |
|  |              |
|  | Pteroptochos |
|  |              |

|  | Liosceles     |
|  |               |
|  | Psilorhamphus |
|  |               |

|  | Acropternis                                                |
|  |                                                            |
|  | \| \| Rhinocrypta \| \| \| \| \| \| Teledromas \| \| \| \| |
|  |                                                            |
|  | Rhinocrypta                                                |
|  |                                                            |
|  | Teledromas                                                 |
|  |                                                            |

|  | Rhinocrypta |
|  |             |
|  | Teledromas  |
|  |             |

|  | Liosceles     |
|  |               |
|  | Psilorhamphus |
|  |               |

|  | Acropternis                                                |
|  |                                                            |
|  | \| \| Rhinocrypta \| \| \| \| \| \| Teledromas \| \| \| \| |
|  |                                                            |
|  | Rhinocrypta                                                |
|  |                                                            |
|  | Teledromas                                                 |
|  |                                                            |

|  | Rhinocrypta |
|  |             |
|  | Teledromas  |
|  |             |

|  | Eleoscytalopus |
|  |                |
|  | Merulaxis      |
|  |                |

|  | Myornis                                                 |
|  |                                                         |
|  | \| \| Eugralla \| \| \| \| \| \| Scytalopus \| \| \| \| |
|  |                                                         |
|  | Eugralla                                                |
|  |                                                         |
|  | Scytalopus                                              |
|  |                                                         |

|  | Eugralla   |
|  |            |
|  | Scytalopus |
|  |            |

|  | Eleoscytalopus |
|  |                |
|  | Merulaxis      |
|  |                |

|  | Myornis                                                 |
|  |                                                         |
|  | \| \| Eugralla \| \| \| \| \| \| Scytalopus \| \| \| \| |
|  |                                                         |
|  | Eugralla                                                |
|  |                                                         |
|  | Scytalopus                                              |
|  |                                                         |

|  | Eugralla   |
|  |            |
|  | Scytalopus |
|  |            |

|  | Scelorchilus |
|  |              |
|  | Pteroptochos |
|  |              |

|  | Liosceles     |
|  |               |
|  | Psilorhamphus |
|  |               |

|  | Acropternis                                                |
|  |                                                            |
|  | \| \| Rhinocrypta \| \| \| \| \| \| Teledromas \| \| \| \| |
|  |                                                            |
|  | Rhinocrypta                                                |
|  |                                                            |
|  | Teledromas                                                 |
|  |                                                            |

|  | Rhinocrypta |
|  |             |
|  | Teledromas  |
|  |             |

|  | Liosceles     |
|  |               |
|  | Psilorhamphus |
|  |               |

|  | Acropternis                                                |
|  |                                                            |
|  | \| \| Rhinocrypta \| \| \| \| \| \| Teledromas \| \| \| \| |
|  |                                                            |
|  | Rhinocrypta                                                |
|  |                                                            |
|  | Teledromas                                                 |
|  |                                                            |

|  | Rhinocrypta |
|  |             |
|  | Teledromas  |
|  |             |

|  | Scelorchilus |
|  |              |
|  | Pteroptochos |
|  |              |

|  | Liosceles     |
|  |               |
|  | Psilorhamphus |
|  |               |

|  | Acropternis                                                |
|  |                                                            |
|  | \| \| Rhinocrypta \| \| \| \| \| \| Teledromas \| \| \| \| |
|  |                                                            |
|  | Rhinocrypta                                                |
|  |                                                            |
|  | Teledromas                                                 |
|  |                                                            |

|  | Rhinocrypta |
|  |             |
|  | Teledromas  |
|  |             |

|  | Liosceles     |
|  |               |
|  | Psilorhamphus |
|  |               |

|  | Acropternis                                                |
|  |                                                            |
|  | \| \| Rhinocrypta \| \| \| \| \| \| Teledromas \| \| \| \| |
|  |                                                            |
|  | Rhinocrypta                                                |
|  |                                                            |
|  | Teledromas                                                 |
|  |                                                            |

|  | Rhinocrypta |
|  |             |
|  | Teledromas  |
|  |             |

|  | Eleoscytalopus |
|  |                |
|  | Merulaxis      |
|  |                |

|  | Myornis                                                 |
|  |                                                         |
|  | \| \| Eugralla \| \| \| \| \| \| Scytalopus \| \| \| \| |
|  |                                                         |
|  | Eugralla                                                |
|  |                                                         |
|  | Scytalopus                                              |
|  |                                                         |

|  | Eugralla   |
|  |            |
|  | Scytalopus |
|  |            |

|  | Eleoscytalopus |
|  |                |
|  | Merulaxis      |
|  |                |

|  | Myornis                                                 |
|  |                                                         |
|  | \| \| Eugralla \| \| \| \| \| \| Scytalopus \| \| \| \| |
|  |                                                         |
|  | Eugralla                                                |
|  |                                                         |
|  | Scytalopus                                              |
|  |                                                         |

|  | Eugralla   |
|  |            |
|  | Scytalopus |
|  |            |

## Morfologia
Długość ciała wynosi około 21,5 cm. Pozostałe wymiary dla okazów z Muzeum Brytyjskiego: długość skrzydła ok. 9,6 cm, długość ogona 8,1 cm. Już Lafresnaye w pierwszym opisie gatunku wspomniał długi, całkowicie prosty tylny pazur. Jego długość dochodzi do 25 mm. Występuje 12 sterówek. Masa ciała samców wynosi 90–100 g, samic 81–89 g.
U dorosłych kantarek, przód głowy, gardło i boki szyi pomarańczowokasztanowe. Wierzch głowy, grzbiet i pokrywy skrzydłowe czarne. Cały ten obszar, z wyjątkiem płowo plamkowanej głowy, pokrywają białe kropki. Kuper i pokrywy nadogonowe rudokasztanowe. Lotki ciemnobrązowe, wąsko czerwonobrązowo obrzeżone. Sterówki czarnobrązowe. Czarny spód ciała, miejscami ciemnorudobrązowy, posiada białe kropki. Brzuch i boki przybierają barwę kasztanową. Centrum brzucha ciemnooliwkowobrązowe. Tęczówka brązowa, dziób bocznie spłaszczony, jednakże górna krawędź także spłaszczona, formuje płaską „płytkę” u nasady dzioba. Obie szczęki szare, choć dolną cechuje jaśniejsza barwa. W. Goodfellow odnotował, że odstrzelone w trakcie wyprawy dwie samice były bardziej rudawe od spodu. Osobniki młodociane podobne do dorosłych, jednakże na głowie barwę rudawą zastępuje czarniawa, spód ciała pozbawiony jest plamek, zaś pióra na piersi i wyższej części brzucha charakteryzują białe stosiny. Podgatunek infuscatus niemalże identyczny jak nominatywny, jednak w ubarwieniu spodniej strony ciała jest mniej odcieni brązu.

## Zasięg występowania i środowisko
Obszar zajmowany przez ten gatunek obejmuje około 113 tys. km². Podgatunek A. o. orthonyx zasiedla wenezuelskie stany Trujillo, Mérida oraz Táchira, leżące w północno-zachodniej części kraju, oraz wschodnią i centralną część kolumbijskich Andów; w 2002 roku odnotowany został po raz pierwszy w zachodniej części Andów, w prowincji Antioquia.
A. o. infuscatus zamieszkuje Andy w Ekwadorze, od zachodu zasięg ograniczony jest Chimborazo, oraz północno-zachodnie Peru – Cerro Chinguela i Cordillera de Colán. Pierwszy raz w Peru został odnotowany w prowincji Huancabamba (Region Piura). Został złapany w sieć na wysokości 2960 m n.p.m., na zboczu Cerro Chinguela, 20 czerwca 1978 roku. W październiku 1980 złapano trzy osobniki z Cordillera de Colán. Odnotowano, że występuje tam na wysokości 2290–2590 m n.p.m.
Środowisko życia stanowią gęste zarośla bambusów z rodzaju Chusquea, także Neurolepis, w omszonych zadrzewieniach Polylepis oraz w gęstej plątaninie gałęzi w podszycie wilgotnych górskich lasów (również lasów mglistych). Spotykany na wysokości 1900–3900 m n.p.m., zwykle ponad 2500 m n.p.m. Występuje także w lasach wtórnych.

## Zachowanie
Choć dla części krytonosów charakterystyczne jest trzymanie ogona zadartego w górę, szponniczek robi to rzadko. Cechuje go także skrytość; łatwiejszy jest do usłyszenia niż zaobserwowania. Pieśń trwa 0,4–0,5 s, ptak powtarza ją w odstępach 2–5 sekund przez kilka minut. Obejmuje pojedyncze, przenikliwe kiioo, o częstotliwości 2–3 kHz, na końcu nagle schodzące do 1 kHz. Niekiedy samica odpowiada, odzywa się wtedy trwającą 3 do 5 sekund serią 4–7 podobnych dźwięków. Zwykle śpiewa w trakcie pierwszej godziny po wschodzie słońca.
0,3–0,4-sekundowe zawołanie, występujące u obu płci, stanowi ostre kii, powtarzane w odstępach 2-sekundowych. Jego częstotliwość wynosi 1,5–1,9 kHz.

### Pożywienie
W skład diety wchodzą owady (w tym chrząszcze, Coleoptera), pająki (Aranae) oraz materia roślinna. Żerując szponniczek podskakuje i biega w warstwie runa leśnego. Niekiedy wchodzi na omszone gałęzie do 4 m nad ziemią. Drapie w ziemi obiema nogami jednocześnie, wykonując niezdarne podskoki i odrzucając liście do tyłu. Możliwe, że długi tylny pazur pomaga mu w tym. Porusza się także podobnie do chruścieli.

## Lęgi
Rozród i ontogeneza słabo zbadane. Dopiero 11 lutego 2004 roku w Reserva Aguas de Manizales odkryto po raz pierwszy gniazdo tego gatunku. Znajdowało się na wysokości 1,7 m w gęstym podszycie. Osadzone było na gałęzi krzewu. Miało nieco kulisty kształt, średnicę około 22 cm, długość 30 cm i wysokość 19 cm. Boczne wejście o średnicy koło 10 cm posiadało nieregularny kształt. Budulec stanowił w większości mech, poza tym pióra, cienkie gałązki, drobne suche korzenie oraz duże liście. Spodnia część gniazda była dobrze przymocowana do gałęzi, zaś warstwę zewnętrzną uzupełniały liście krzewów Oreopanax oraz bambusów Chusquea; ponadto z zewnątrz obecne były nieco grubsze gałęzie. W gnieździe znajdowało się jedno białe jajo o wymiarach 30×22 mm. 19 dni po odkryciu gniazda, 2 marca, wykluło się pisklę. W 16 przyniesionych porcjach pokarmu zaledwie jedna zawierała przedstawiciela prostoskrzydłych, pozostałą część stanowiły robaki.
Podobne gniazda tworzy krytonosek południowy (Eugralla paradoxa) oraz krytonos czubaty (Rhinocrypta lanceolata). U pozostałych krytonosów jaja (w liczbie 2–4) również przybierają barwę białą, także i budulec gniazda jest podobny. Okres inkubacji u pozostałych gatunków słabo poznany; u R. lanceolata wynosi 16–17 dni.

## Status i ochrona
Przez IUCN gatunek klasyfikowany jest jako najmniejszej troski (LC, Least Concern) nieprzerwanie od 1988 roku. Ze względu na brak dowodów na spadki liczebności bądź istotne zagrożenia dla gatunku, BirdLife International uznaje trend liczebności populacji za stabilny. W Ekwadorze rzadki lub mało pospolity; w północnym Peru rzadki. Występuje na kilku obszarach chronionych, są to m.in. Park Narodowy Podocarpus i rezerwat leśny Pasochoa w Ekwadorze oraz Park Narodowy Guaramacal w Wenezueli.